# Mistrzostwa Europy w Lekkoatletyce 1966 – pchnięcie kulą mężczyzn

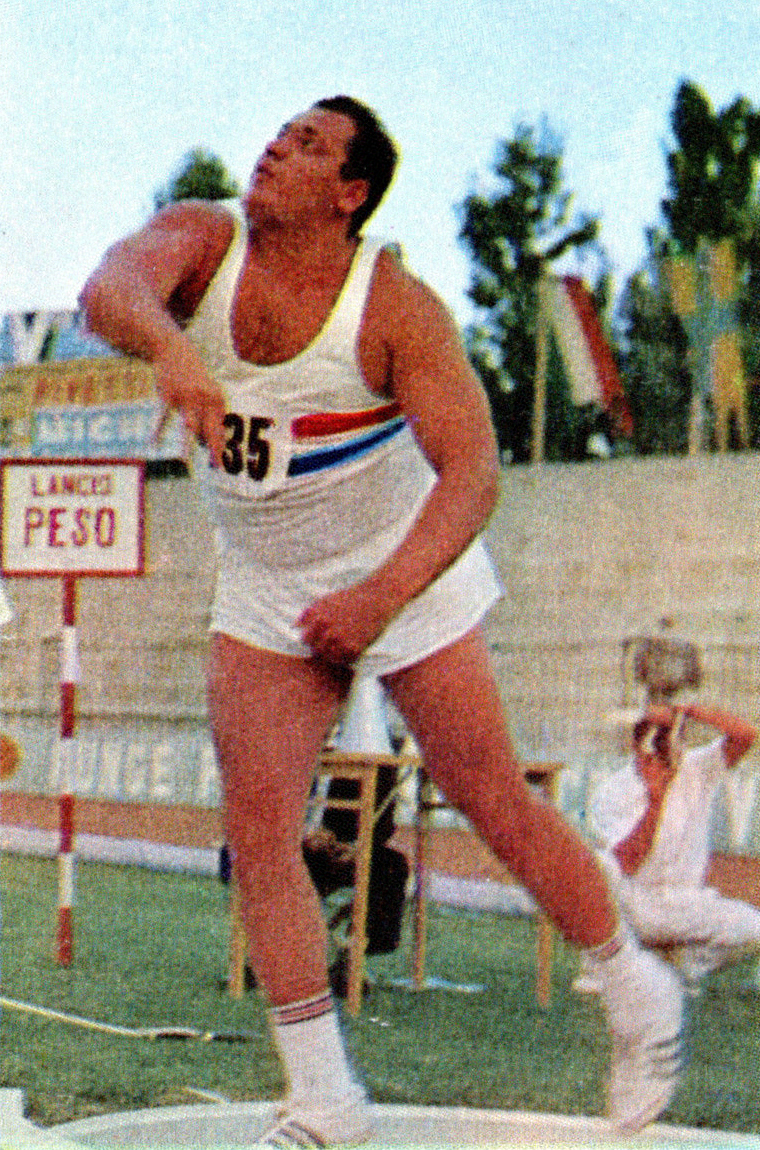
Vilmos Varjú

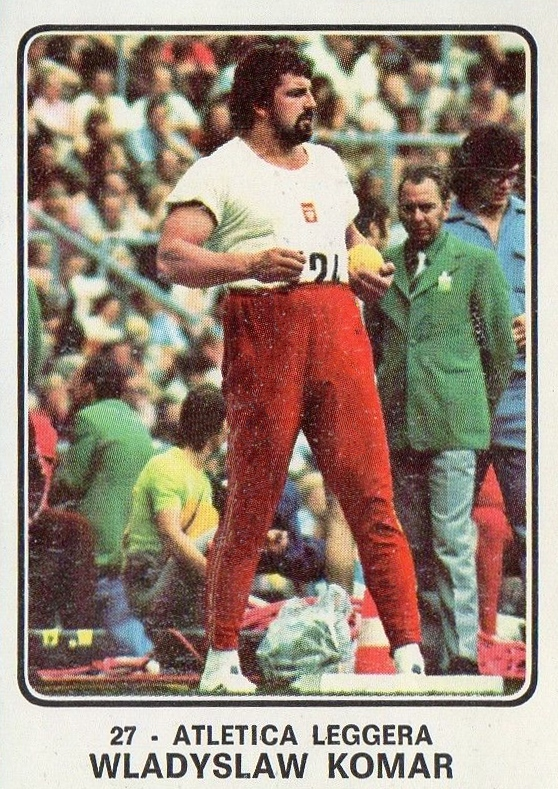
Władysław Komar

Pchnięcie kulą mężczyzn było jedną z konkurencji rozgrywanych podczas VIII Mistrzostw Europy w Budapeszcie. Kwalifikacje rozegrano 2 września, a finał 3 września 1966. Zwycięzcą tej konkurencji został reprezentant Węgier Vilmos Varjú, mistrz Europy z 1962. W rywalizacji wzięło udział szesnastu zawodników z dziesięciu reprezentacji.

## Rekordy
| Rekord świata     | Randy Matson (USA) | 21,52 | College Station, Stany Zjednoczone | 08.05.1965 |
| Rekord Europy     | Arthur Rowe (GBR)  | 19,56 | Mansfield, Wielka Brytania         | 07.08.1961 |
| Rekord mistrzostw | Vilmos Varjú (HUN) | 19,02 | Belgrad, Jugosławia                | 14.09.1962 |

## Wyniki

### Kwalifikacje
| Miejsce | Zawodnik             | Wynik | Uwagi |
| ------- | -------------------- | ----- | ----- |
| 1       | Vilmos Varjú         | 19,05 | Q CR  |
| 2       | Heinfried Birlenbach | 18,59 | Q     |
| 3       | Władysław Komar      | 18,53 | Q     |
| 4       | Nikołaj Karasiow     | 18,38 | Q     |
| 5       | Eduard Guszczin      | 18,23 | Q     |
| 6       | Tomislav Šuker       | 18,01 | Q     |
| 7       | Bjørn Bang Andersen  | 18,01 | Q     |
| 8       | Alfred Sosgórnik     | 18,01 | Q     |
| 9       | Matti Yrjölä         | 17,90 | Q     |
| 10      | Pierre Colnard       | 17,75 | Q     |
| 11      | Pero Barišić         | 17,69 | Q     |
| 12      | Dieter Hoffmann      | 17,62 | Q     |
| 13      | Milija Jocović       | 17,61 |       |
| 14      | Géza Fejér           | 17,57 |       |
| 15      | Bengt Bendeus        | 17,40 |       |
| 16      | Alain Drufin         | 16,91 |       |

### Finał
| Miejsce | Zawodnik             | Wynik | Uwagi |
| ------- | -------------------- | ----- | ----- |
| 1       | Vilmos Varjú         | 19,43 | CR    |
| 2       | Nikołaj Karasiow     | 18,82 |       |
| 3       | Władysław Komar      | 18,68 |       |
| 4       | Alfred Sosgórnik     | 18,38 |       |
| 5       | Heinfried Birlenbach | 18,37 |       |
| 6       | Matti Yrjölä         | 18,19 |       |
| 7       | Pierre Colnard       | 18,15 | NR    |
| 8       | Dieter Hoffmann      | 18,02 |       |
| 9       | Bjørn Bang Andersen  | 17,84 |       |
| 10      | Tomislav Šuker       | 17,74 |       |
| 11      | Pero Barišić         | 17,66 |       |
| 12      | Eduard Guszczin      | 17,64 |       |